# Mirabilite Pond
Der Mirabilite Pond ist ein alkalischer Tümpel, der sich in hoher Lage im südlichen Teil des Hidden Valley westlich des Koettlitz-Gletschers im ostantarktischen Viktorialand befindet.
Untersucht wurde der See in den späten 1950er Jahren vom US-amerikanischen Geologen Troy L. Péwé (1918–1999), dessen Entdeckung eines Films aus Mirabilit am Rand des Tümpels diesem seinen Namen gab.